# Skrinja Treh kraljev, Köln
Skrinja Treh kraljev (nemško Dreikönigsschrein) je relikviarij s kostmi svetopisemskih kraljev, znanih kot Sveti trije kralji ali Trije modreci. Skrinja je velik pozlačen in okrašen sarkofag, postavljen nad visoki oltar in za njim v stolnici v Kölnu. Pomeni vrhunec mozanske umetnosti (nemško Maasländische Kunst – regionalni slog umetnosti iz doline reke Moze (Meuse) v današnji Belgiji, na Nizozemskem in v Nemčiji) in je največji relikviarij v zahodnem svetu.

## Zgodovina
Legenda pripoveduje, da so bile relikvije magov najprej v Konstantinoplu. Evstorgij I., mestni škof, jih je nato prinesel v Milano, ko mu jih je leta 314 zaupal cesar Konstantin.  Iz Milana jih je odnesel sveti rimski cesar Friderik I. Barbarossa in jih predal nadškofu v Kölnu Rainaldu iz Dassla osem stoletij pozneje, to je leta 1164. Od tedaj so ljudje zaradi njih stalno romali v Köln.
"V času kölnskega nadškofa Filipa I. iz Heinsberga je bila zgrajena skrinja treh kraljev. To so povedali nekateri očividci, ki so bili prisotni, ko so bili vsi trije magi dani v skrinjo," Vita Eustorgii.
Dele skrinje je zasnoval znameniti srednjeveški zlatar Nikolaj iz Verduna, ki je začel delo leta 1180 ali 1181. Ima zapletene zlate skulpture prerokov in apostolov ter prizore iz Kristusovega življenja. Skrinja je bila končana okoli leta 1225.
Okoli leta 1199 je dal kralj Oto IV. narediti tri zlate krone za tri modrece kot darilo cerkvi v Kölnu: "Otto rex coloniensis curiam celebrans tres Coronas de Auro capitibus trium magorum imposuit; MGSS 17, 292. Zaradi pomembnosti svetišča in stolnice za kasnejši razvoj mesta so v grbu Kölna še vedno tri krone, ki simbolizirajo tri kralje.
Gradnja sedanje stolnice se je začela leta 1248 in je postala dom te pomembne relikvije. Končana je bila  632 let pozneje in je zdaj največja gotska cerkev v severni Evropi.
20. julija 1864 je bilo svetišče odprto in ostanki Treh kraljev in kovanci Filipa I., kölnskega nadškofa, so bili odkriti. Poročilo očividca se glasi:
"V posebnem prostoru svetišča so skupaj z ostanki starih ali plesnivih povojev, bolj podobnih bisusu (to je redka fina lanena tkanina, znana tudi kot morska svila), poleg kosov aromatske smole in podobnih snovi številne kosti treh oseb, ki so bile shranjene pod vodstvom več strokovnjakov. Lahko sestavljajo skoraj popolna telesa: eno v zgodnji mladosti, drugo v obdobju zgodnji moškosti, tretje je bilo precej staro. Priložena sta dva srebrna kovanca, a je samo ena stran obdelana; eden, verjetno iz časa Filipa I. iz Heinsberga, prikazuje cerkev, drugi prikazuje križ skupaj z mečem pristojnosti in škofovsko palico na obeh straneh." 
Kosti so bile ovite v belo svilo in položene v skrinjo.

## Opis

### Velikost in konstrukcija
Skrinja Treh kraljev je približno 110 cm široka, 153 cm visoka in 220 cm dolga, tehta 500 kg. Oblikovana je kot bazilika: dva sarkofaga stojita drug poleg drugega, tretji sarkofag se naslanja na slemenu. Konci so v celoti pokriti, tako da ni videti prostora med sarkofagi. Osnovna konstrukcija je  iz lesa, prekrita s filigransko obdelanim zlatom in srebrom, emajlom in več kot 1000 dragulji in biseri. To so številne kameje in geme, nekaj predkrščanskih. Na skrinji je 74 figur v visokem reliefu.

### Daljša stran
Shema daljše strani skrinje je navpično razdeljena v štiri pasove: ustrezna spodnja stranica, strešna površina stranice, stranica zgornjega nadstropja in streha nad zgornjim nadstropjem. Ustrezajo kronologiji krščanske zgodovine odrešenja: v spodnji vrstici sedi na vsaki strani šest prerokov Stare zaveze, v sredini sta sedmi figuri kralj Salomon in David. Zato se opisuje daljša stran kot Salomonova ("levo" ali "heraldično desno") in Davidova ("desno" ali "heraldično levo"). Salomona spremljajo Ezekiel, Habakuk, visoka duhovnika Aron in Joel, Amos in Naum, Davida pa Daniel, Joahim, Jeremija in Obadija, Jona in Mojzes. Figure so obdane z arkadami, kjer so majhne lite skulpture, ki poosebljajo krščanske kreposti (Salomonova stran: milost, previdnost, usmiljenje, dobrota, modrost, enotnost, pokorščina, na Davidovi strani: deviškost, ponižnost, ubogljivost, zmernost, miroljubnost, prizanesljivost).  Ti kipi so danes pritrjeni nad arkadami v zgornjem nadstropju.
Bočna streha, obrnjena v prvem nadstropju, spredaj kaže devet okroglih medaljonov, ki prikazujejo prizore iz Kristusovega življenja, a nimajo  zgodovinske vrednosti.
Navpične stranice nadstropja kažejo šest sedečih apostolov, v sredini je seraf ali kerub. Apostoli imajo plastično oblikovane arhitekturne modele v svojih rokah, ki simbolizirajo sedeže škofij ali lokalne cerkve. Na strani Salomona je seraf obdan s Petrom, Andrejem, Jakobom mlajšim, Janezom, Juda Tadej in Tomažem, na Davidovi strani je kerub s Pavlom, Matejem, Jernejem, Jakobom starejšim, Simonom in Filipom. 
Daljša stranica je sklenjena z zgornjo poševno strešno površino, predstavitev apokalipse Janeza, sodni dan in vse vrste telesnih metafor, usmerjenih v prihodnje vstajenje, ki jih vsebuje, pa so bili izgubljeni po zamenjavi leta 1794. 

### Sprednja stran
Bočna sprednja ali končna stran je bila verjetno prvotno podobna zadnji razdeljeni, tako da bi bila zgradba skrinje videti kot trojni sarkofag. Leta 1200 pa so med tlemi in prvim nadstropjem odstranili dodano sklepno ploščo; ko so jo odprli, se je v ozadju pokazala bogato okrašena rešetka. Danes se plošča odstrani samo 6. januarja ob prazniku treh kraljev in ob posebnih priložnostih.
Pritličje sprednje strani je razdeljeno s tremi arkadami. V sredini je Devica Marija na prestolu z detetom Jezusom, z leve se trije modreci priklanjajo. Za njimi sledi na določeni razdalji druga slika, ki kaže kot četrtega kralja Ota IV. Leta 1200 je namreč podaril tri zlate krone za tri lobanje relikvij. Pretopili so jih leta 1803. Na desni strani Marijine scene je predstavljen Jezusov krst. Umetnostni zgodovinar Rolf Lauer poudarja, da se zbirka na eni strani s prizori iz Kristusovega življenja nadaljuje na poševni strehi daljše strani na drugi strani. Krst Kristusa in Svete tri kralje so v prejšnjih časih praznovali isti dan, 6. januarja. Poudarja tudi, da je vprašanje kronanja s krstom kot simbol kraljevega maziljenja  prikazan enakovredno čaščenju treh kraljev. 
Prizori v pritličju se dopolnjujejo s skupino figur v zgornjem nadstropju nad sklepno ploščo: Kristusa sodnika spremljata v loku arkade dva angela, krona med kelihom in pateno v rokah  kot simbol Jezusa kralja in duhovništva. Nad nadangelom Gabrielom sta bila prvotno prikazana Mihael in Rafael; ohranjena sta Gabriel in Rafael; Mihaela so leta 1684 nadomestili s topazom. 

### Hrbtna stran
Zadnji del skrinje kaže v spodnjem nadstropju deteljičasto arkado pod levim dvokapnim zatrepom bičanje Kristusa, desno je križanje z Marijo in apostolom Janezom. Tukaj se nadaljuje Kristusov cikel s stranske stene. Med dvema prizoroma je lik preroka Jeremije ali Izaije (napis Jeremias, v besedilu v zvitku pa je Izaija).
Nad bičem so krožne niše v sredi poosebljenje potrpežljivosti, kot Patientia in dva žalujoča angela, na ustreznem mestu nad križanjem je simbol sonca in lune in angel z napisom INRI. Na vrhu dvokapne stene stojijo kronani Kristus in dva mučenca Feliks Afriški in Nabor. Prizor je dopolnjen v zatrepu s tremi figurami kreposti vere, upanja in ljubezni.
V osrednjem trikotnem polju med tlemi in končnim zatrepom je plastična polfigura škofa z mitro. Verjetno naj bi bil Rainald iz Dassla kot "prevajalec", to je skrbnik relikvije.

### Datacija, umetniki in nastanek
Dokumenti ali primarni viri in sklici ali umetnikovi podatki niso znani. Pri raziskavah so nastali različni pogledi o izvoru in avtorstvu posameznih elementov. Erika Zwierlein-Diehl in Rolf Lauer sta leta 2002 in 2006 opisala stanje raziskav. 
Zaradi različnih tehnik, ki so bile uporabljene pri skrinji, in raznih slogovnih razlik se domneva, da je ni izdelal samo en umetnik, ampak nekaj specializiranih delavnic.  Kompleks daleč presega lokalne tradicije za relikviarije zunaj programske sheme, je glasen Rolf Lauer, čeprav se stolnični teolog kot avtor dobro zaveda pomena relikvij v teologiji.
V dveh dokumentih iz 13. stoletja lahko ugotovimo, da je nadškof Filip iz Heinsberga dal relikvije v skrinjo najpozneje do leta 1191, ko je umrl, tako da je bila skrinja takrat že pripravljena. To je najzgodnejše glede na predpostavljeno avtorstvo Nikolaja iz Verduna kot enega najpomembnejših umetnikov relikviarijev: to se lahko dokaže s podpisom, da je leta 1181 še delal v Klosterneuburgu in je šele po tem prišel v Köln. Najpozneje leta 1205 se je umetnik ponovno ukvarjal z Marijino skrinjo v Tournaiu, kar pomeni, da ga takrat ni bilo več v Kölnu. Zaradi primerjave sloga z verdunskim oltarjem je Otto von Falke leta 1905 prvič primerjal figure prerokov v Kölnu in skrinjo Treh kraljev ter ugotovil, da so zagotovo Nikolajeve. Več dokazov, da je bil Nikolaj iz Verduna v tem času v Kölnu, je skrinja v samostanu nadškofa Anna II. iz Kölna v bližjem Siegburgu iz leta 1183, ki mu jo tudi delno pripisujejo, in dejstvo, da so bili vtisnjeni žigi enaki pri verdunskem oltarju, skrinji Treh kraljev in Marijini skrinji. 

### Kraja leta 1574 in popravilo
Pomemben dogodek, povezan z zgodovino skrinje Treh kraljev, je kraja 28. januarja 1574, v kateri je bila med drugimi zakladi ukradena velika kameja, tako imenovana Ptolemejeva kameja, ki je bila osrednji biser sredi odstranljive sklepne plošče na sprednji strani skrinje. Dogodek je med drugim opisal Hermann Weinsberg v svoji Meščanski kroniki (Bürgerchronik). Krivca niso nikoli ujeli in kameja je bila izgubljena za stoletja. Leta 1952 sta Joseph Hoster in Eduard Neuffer odkrila, da je danes Ptolemejeva kameja iz okoli 278 pr. n. št. v Zgodovinskoumetnostnem muzeju na Dunaju. Ukraden kamen iz Kölna je prav tak. 13 let po kraji je očitno pristala v zbirki vojvode Gonzage iz Mantove. Ko je Mantovo leta 1630 v nasledstveni vojni premagala cesarska vojska in je bila oplenjena, je prišla v last Franca Alberta Saškega. 1668/69 je angleški popotnik opisal kamejo v cesarski zbirki na Dunaju.
Johannes Walschartz, odgovoren za varovanje skrinje, je leta 1597 zapustil vsoto denarja za obnovo škode, nato pa je bila plošča opremljena s citrinom kot nadomestek za kamejo. Druga popravila v tem času niso dokazana.

### Restavriranje v 18. stoletju
V 17. stoletju je bila skrinja položena v baročni marmorni mavzolej in so bila različna nedoločena popravila dokumentirana. Večja dela na sprednjem koncu so bila izvedena med letoma 1749 in 1750, delo stolničnega kovača Johanna Rohra. Za oceno, kaj je bilo narejeno v tem obdobju, je uporabna primerjava z običajno sliko skrinje na tako imenovanem Schönemannovem listu, tiskanem za romarje iz leta 1671 s podrobnim katalogom J. P. N. M. Vogla z naslovom Zbirka veličastnih plemenitih kamnin, s katerimi je skrinja Treh modrecev v kölnski stolnici okrašena (Sammlung der prächtigen Edelgesteinen womit der Kasten der dreyen heiligen Weisen Königen in der hohen Erz-Domkirche zu Köln ausgezieret ist. ).
Pri obnovi je Rohr zato verjetno tri manjše krone, ki so bile leta 1671 še vedno spredaj med špranjami z oblikovanimi oboki v pritličju, nadomestil z dragulji in kamejami ter dodal več novih členov z drugih lokacij.  Vogel je katalogiziral 266 draguljev. .

## Skrinja v domišljiji
V romanu Baudolino (2000) je Umberto Eco opisal odkritje in darovanje relikvij treh kraljev kot potegavščino 12. stoletja.
V romanu Map of Bones (2005) Jamesa Rollinsa je v skrinji zlato v enovalentnem stanju, ki so ga ustvarili magi, ne pa svete relikvije.
V romanu Škof in Trije kralji mora škof detektiv oče John Blackwood "Blackie" Ryan razrešiti skrivnostno krajo skrinje (Andrew Greeley, 1998).